# John Shaw (joueur d'échecs)
Pour les articles homonymes, voir John Shaw.
John Shaw (né le 16 octobre 1968) est un joueur d'échecs écossais, grand maître international depuis 2006.

## Parcours
À 19 ans, son Elo était de 1700, soit légèrement supérieur à celui de la moyenne des joueurs d'échecs écossais en 1988. Il remporte trois fois le Championnat d'échecs d'Écosse : en 1995 (à égalité avec Colin McNab et Mannion), en 1998 puis en 2000 (à égalité avec Norris).
Il obtient le titre de maître international en 1999 et celui de grand maître international en 2006.
Auteur de livres sur les échecs, John Shaw est également rédacteur en chef de la maison d'édition Quality Chess, spécialisée dans les ouvrages sur le jeu d’échecs, dont il est l’un des trois fondateurs.

## Normes de grand maître international
Il a réalisé ses trois normes de grand maître international, respectivement à Gibraltar en 2003, lors de l'olympiade de Calvi en 2004 et au cours de la saison 2005-2006 de la Four Nations Chess League, championnat interclubs du Royaume-Uni.